# Escut de la façana de l'Ajuntament de Santa Coloma de Queralt
L'Escut de la façana de l'Ajuntament de Santa Coloma de Queralt és un relleu inclòs a l'Inventari del Patrimoni Arquitectònic de Catalunya (IPAC).
Segons els serveis de Patrimoni Arquitectònic de la Conca de Barberà, es tracta d'una interpretació del barroc tardà de l'heràldica tradicional. Al centre de l'escut, ubicat entre el primer i segon pis de la façana de l'edifici, hi ha un colom sobre una branca, rodejat de fulles que s'obren a l'exterior. Entre l'animal i aquests motius vegetals s'hi pot veure la inscripció “Santa Coloma de Caralt”.
Al peu de l'escut hi consta la data “1768”. L'IPAC considera que aquest any va finalitzar-se la renovació de l'Ajuntament, si bé també recull que els balcons de ferro forjat del primer pis són datats del 1776.
A principis de 1934, l'Ajuntament va ordenar fer raspar les parets de la façana. En el número 866 del periòdic L'Opinió (14 de març de 1934) l'articulista Morros-Domenech escriu: “A aquest raspat es deu que puguem veure aquells fragments policromats de la coloma que exorna l'escut de la vila”.